# هشام عطا
هشام عطا (انگلیسی: Hisham Atta؛ زادهٔ ۱ ژانویهٔ ۱۹۴۱) بازیکن فوتبال اهل عراق بود.
وی همچنین در تیم ملی فوتبال عراق بازی کرده‌است.